# Busch (Wegberg)
Busch ist ein Ortsteil der Mittelstadt Wegberg im Kreis Heinsberg im Bundesland Nordrhein-Westfalen.

## Geografie

### Lage
Busch liegt nordöstlich von Wegberg außerhalb vom Grenzlandring.

### Nachbarorte
|      | Rickelrath                                  |           |
| Berg | Kompassrose, die auf Nachbargemeinden zeigt | Holtmühle |
|      | Wegberg                                     | Beeck     |

## Geschichte

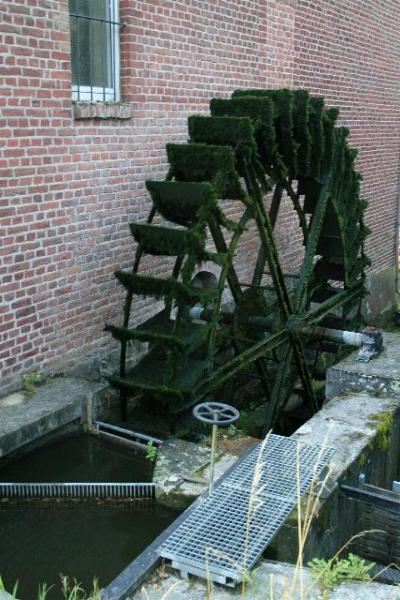
Mühlrad der Buschmühle

Die Kapelle St. Laurentius in Busch wurde im Jahre 1860 errichtet. Die denkmalgeschützten Hofanlagen In Busch Nr. 2 und Nr. 4 lassen auf eine landwirtschaftliche Ausrichtung des Ortes im 18. Jahrhundert schließen.
Die Buschmühle ist die einzige Mühle, die auf der linken Seite des Mühlenbachs liegt. Sie gehörte zum Herrschaftsbereich Beeck im Herzogtum Jülich. Die Buschmühle war 1715 ein Lehen der Herrschaft Wickrath und der Reichsfreiherren von Quadt, der Vogt in Mönchengladbach erhält die Einnahmen. 1822 bekam die Ölmühle mit Keilpresse statt eines Kollergangs Stampfer zum Zerkleinern der Ölsaat. Daraufhin konnten am Tag mehr als 5 Stunden gemahlen werden. Nach dem Zweiten Weltkrieg ist die Buschmühle die einzige und letzte Mühle in Wegberg, in der noch Öl geschlagen wird. Ab 1946 wird mit elektrischer Kraft gearbeitet, bis sie 1953 stillgelegt wird. Der letzte Müller ist Wilhelm Symes. Die Mahleinrichtung aus Getreide- und Ölmahlwerk ist komplett erhalten und seit der Restaurierung wieder funktionstüchtig.

## Infrastruktur
Es existieren einige Kleingewerbebetriebe. Die Ortschaft Busch ist ländlich geprägt ohne Durchgangsverkehr.
WestVerkehr bedient den Ort mit der AVV-Buslinie 411. Diese ist vor allem auf die Schülerbeförderung von und nach Wegberg und Beeck ausgerichtet. Abends und am Wochenende kann der MultiBus angefordert werden.
| Linie | Verlauf |
| ----- | --- |
| 411   | morgens: Kehrbusch → Isengraben → Flassenberg → Rath-Anhoven Schule → Schönhausen → Felderhof → Bissen bei Beeck → Moorshoven → Holtum → Uevekoven → Wegberg → Beeck Grundschule morgens: Bissen → Busch → Holtmühle → Kipshoven → Gripekoven – Ellinghoven → Beeck Grundschule → Wegberg mittags/nachmittags: Wegberg → Beeck Grundschule → Holtum → Uevekoven → (Bissen →) Busch → Holtmühle → Kipshoven → Gripekoven → Ellinghoven → Moorshoven → Bissen bei Beeck → Felderhof → Schönhausen → Rath-Anhoven Schule → Isengraben → Flassenberg → Kehrbusch |

## Sehenswürdigkeiten

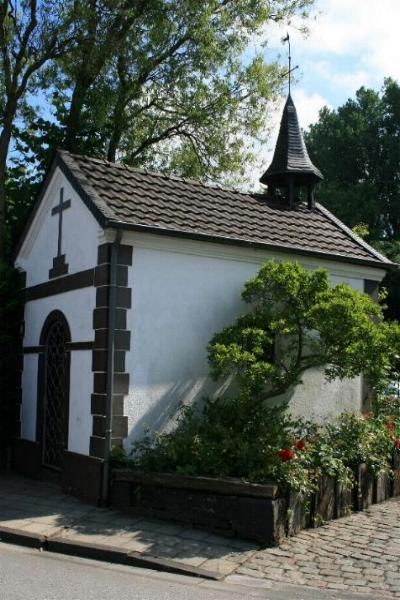
Kapelle in Busch

- Kapelle, an der Hospitalstraße als Denkmal Nr. 29
- Wassermühle Buschmühle, Hospitalstraße 7 als Denkmal Nr. 30
- Hofanlage, In Busch 2 als Denkmal Nr. 31
- Hofanlage, In Busch 4 als Denkmal Nr. 32

## Vereine
- Dorfgemeinschaft Busch-Holtmühle
- Freiwillige Feuerwehr Wegberg, zuständig für die Ortschaft Busch